# Plantago cornuti
Plantago cornuti är en grobladsväxtart som beskrevs av Antoine Gouan. Plantago cornuti ingår i släktet kämpar, och familjen grobladsväxter. Inga underarter finns listade i Catalogue of Life.